# Facilisimo.com
facilisimo.com es una compañía española centrada exclusivamente en Internet que está formada por un conjunto de canales temáticos dedicados al hogar (decoración, cocina, belleza, jardinería, inmobiliaria etc.). La presencia de facilisimo se ha extendido, especialmente a través de las páginas en Facebook en las que cuenta con millones de seguidores.
La empresa fue fundada en 1999 por Alberto Fernández, quien, junto con su familia, es propietario de la mayoría accionarial.

## Historia y evolución de la compañía
facilisimo.com (Facilisimo Interactive, S.L. B-84581156, antes Expocasa Interactive, S.L.) empezó en 1999 siendo exclusivamente un portal inmobiliario, conocido como Expocasa.com, que poco a poco se fue ampliando con otros canales temáticos relacionados con el hogar. Así, desde el año 2008, el grupo decide unificar todos los servicios en torno a facilisimo.com, quedando el tejido de su red formado de la siguiente manera: canal de inmobiliaria (Expocasa), decoración, mascotas,  plantas, cocina, bricolaje, salud, belleza, padres, manualidades, bodas, Facebook, fútbol, ocio,.
En 2009 inicia un proyecto de periodismo ciudadano en colaboración con la Universidad Rey Juan Carlos y Google en Madrid que se amplía en 2010 a toda España.
Las oficinas de este grupo se encuentran en la localidad madrileña de Villaviciosa de Odón. En ellas trabajan 28 personas, y su facturación anual es de 1.787.000 € (datos:  2014).
En 2013 vuelve a adquirir entidad propia el portal inmobiliario con su nombre original: expocasa.com aunque sigue formando parte del Grupo facilisimo.com
En 2013 crea la alianza con blogs relacionados con el hogar, mujer, estilo de vida y ocio en el proyecto llamado RED facilisimo, sumando más de 2200 blogs asociados a finales de 2015.

## Número de visitas al portal
Según ComScore es el primer sitio en España en la categoría "Estilo de vida" (5.512.000 visitantes en agosto de 2015)
En julio de 2015 alcanza la mayor audiencia hasta la fecha. Los datos se elevan a 107.812.304 visitas, 47.884.919 usuarios únicos y 192.871.261 páginas vistas (fuente: Google Analytics ). 
En 2010 comienza la expansión en Facebook, creando una página por cada canal temático. En noviembre de 2015 la suma de los seguidores en todas las páginas se eleva a 46.800.000, siendo la página de Manualidades la de mayor número, con 10.661.394. También tiene presencia en Twitter, Google plus, Instagram y Pinterest
En 2012 lanza su agregador de ofertas en España  que recopila los descuentos de las principales webs de ofertas.
Se generan más de 17.000 contenidos diariamente, tanto creados por el equipo redaccional propio como por los blogs asociados a RED facilisimo (2015)

## Áreas de negocio
facilisimo.com es una empresa centrada únicamente en Internet con cuatro líneas de ingresos: 
- Marketing en redes sociales: patrocinios, concursos, promociones, etc. en toda su comunidad de usuarios.
- Marketing inmobiliario: publicación de viviendas en venta, alquiler fijo o residencia vacacional mediante pago a profesionales del sector y servicios de pago para particulares.
- Servicios publicitarios clásicos: banners, botones, mail-marketing, etc.
- Marketing de contenidos (Branded content): generar contenido útil para los usuarios (incluso con producción propia de vídeo) para apoyar los valores de las marcas.